# Kaliszany (województwo wielkopolskie)
Kaliszany – wieś w Polsce położona na zachód od Jeziora Kaliszańskiego w województwie wielkopolskim, w powiecie wągrowieckim, w gminie Wągrowiec.
Wieś duchowna, własność opata cystersów w Wągrowcu pod koniec XVI wieku leżała w powiecie kcyńskim województwa kaliskiego. W latach 1975–1998 miejscowość administracyjnie należała do województwa pilskiego.
Urodził się tutaj Witold Wegner.